# 東洋オリーブ
東洋オリーブ（とうようオリーブ、英語: Toyo Olive Co.,Ltd.）は、香川県のオリーブ加工会社である。

## 概要

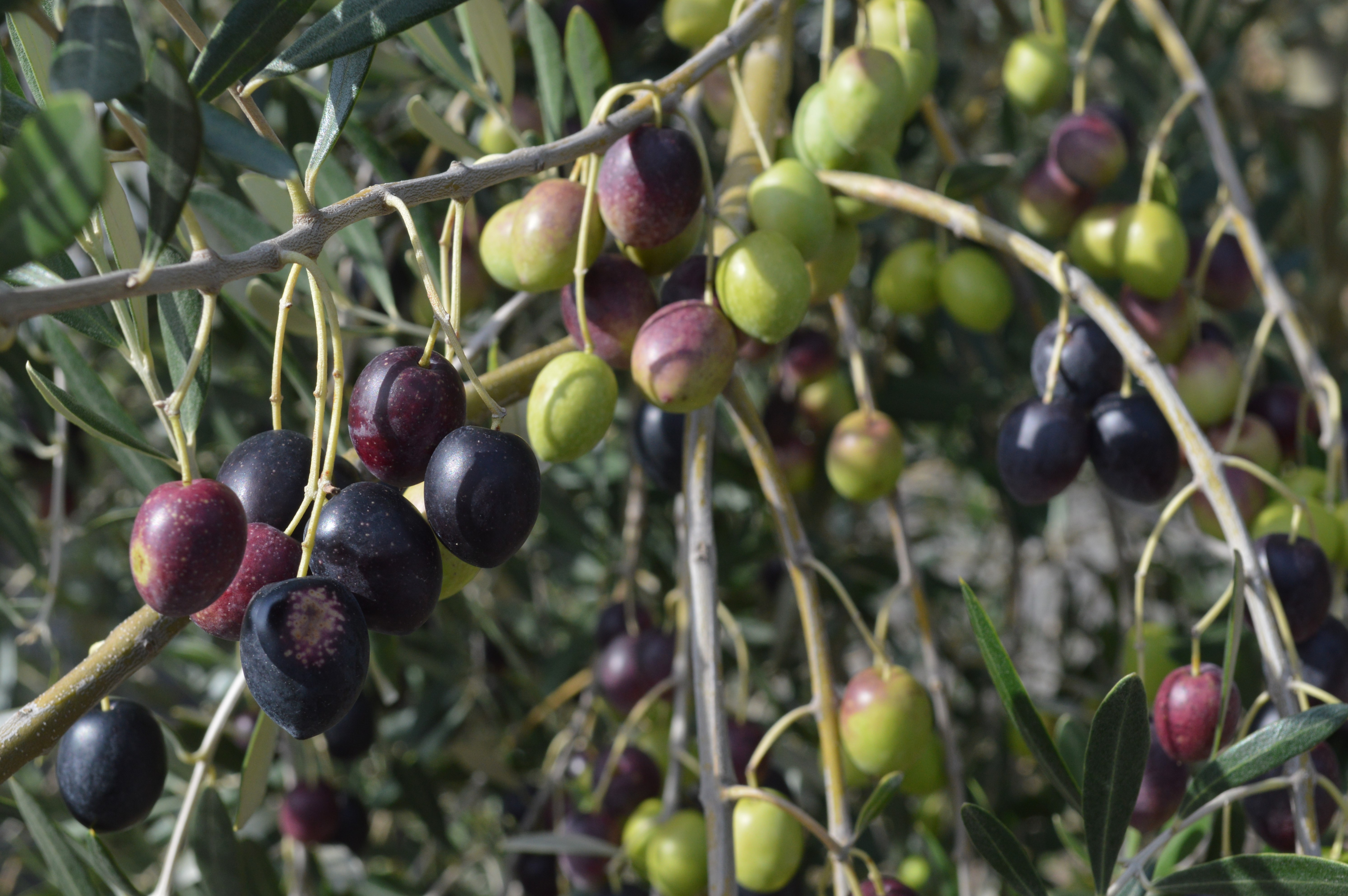
小豆島のオリーブ

香川県小豆郡小豆島町に本社を置き、オリーブ油の製造、および、販売事業を展開している。製造のみならず、実際にオリーブの栽培も手掛けており、小豆郡土庄町を中心に広大なオリーブ畑を所有している。豊島に所有する畑は、面積およそ70ヘクタールに達しており、そこにオリーブの成木6500本ほどが植えられている。また、現在もオリーブの育苗を行っており、一年あたり3万本近くの幼木を育成している。

## 商品
この畑で収穫されたオリーブの実を使ってオリーブ油を搾油し、それらを出荷し販売している。同社の製造するオリーブ油は、この地元のオリーブをもとに製造されている。小豆島を中心とする一帯はオリーブの大規模栽培が行われているが、日本の場合、小豆島周辺域以外で大々的に行っている地域はほとんどない。したがって、同社の製造するオリーブ油は、比較的貴重な純国産のオリーブ油である。バージンオイルや化粧品など多様な商品を出荷していたが、近年は「ToLea」と題した統一ブランドを起ち上げ、各商品のブランド名称の一本化を図っている
。

## 産学官連携
産学官連携事業にも積極的に参加している。香川大学や産業技術総合研究所などの諸機関とともに、産学官連携事業の一つである「特徴ある糖質の機能を生かした健康バイオ産業の創出」プロジェクトに参画しており、2008年には同プロジェクトが文部科学省の「都市エリア産学官連携促進事業（発展型）」に採択された。

## 沿革
設立母体は大阪府大阪市に本拠を置く株式会社大阪造船所であった。大阪造船所が株式会社ダイゾーに改組したのちも、資本関係は従来と変わらず継続しているため、同社はダイゾーグループの一員にとどまっている。

## 歴代社長
- 南俊二
- 南景樹
- 樋口治郎
- 南有子
- 荒野樹
- 高橋悌司
- 南宣之